# Chiesa di San Lorenzo Martire e San Michele Arcangelo
La chiesa di San Lorenzo Martire e San Michele Arcangelo, nota anche solo come chiesa di San Lorenzo, è la parrocchiale di Prignano sulla Secchia, in provincia di Modena e diocesi di Reggio Emilia-Guastalla; fa parte del vicariato della Valle del Secchia.

## Storia
Probabilmente l'originaria cappella di Prignano sorse intorno all'anno Mille e, una volta rimaneggiata o riedificata, venne consacrata nel 1150.
In un documento del 1318 riguardante le decime si legge che in paese sorgevano due chiese, dedicate rispettivamente a San Lorenzo e a San Michele; le due cure vennero unite nel 1437, dando origine a un'unica parrocchia.
La chiesa risultava nel 1543 ad una sola navata e dotata di due altari, i quali erano saliti a quattro all'epoca della visita pastorale del vescovo Gianagostino Marliani, avvenuta nel 1664.
All'inizio del XIX secolo la parrocchiale fu interessata per interessamento di don Francesco Marzocchini da un intervento di rifacimento, in occasione del quale si aggiunsero le navate laterali; tra il 1847 e il 1848 venne restaurata per volere di don Riccò, visto che versava in condizioni non ottimali.
La prima pietra del nuovo campanile fu posta nel 1929; i lavori terminarono nel 1938 e otto anni dopo si provvide a demolire quello vecchio, che era pericolante.
Nella seconda metà del Novecento, in ossequio alle norme postconciliari, venne costruito il nuovo altare rivolto verso l'assemblea.

## Descrizione

### Esterno
La facciata a salienti della chiesa, rivolta a nordest, è suddivisa verticalmente in tre parti: quella centrale presenta il portale maggiore, una finestra e un oculo, mentre le due ali laterali, concluse da volute, sono caratterizzate dagli ingressi secondari.
Ad una quindicina di metri dalla parrocchiale si erge il campanile a pianta quadrata, poggiante su un alto basamento a scarpa; la cella presenta su ogni lato una bifora ed è coronata dalla guglia piramidale a base ottagonale.

### Interno
L'interno dell'edificio è suddiviso da arcate a tutto sesto, sorrette da pilastri e intervallate da aperture di ampiezza inferiore, in tre navate, di cui la centrale voltata a botte e le laterali coperte da voltate a crociera; al termine dell'aula si sviluppa il presbiterio, al termine del quale si sviluppa l'abside semicircolare.